# 趙忠賢
趙 忠賢（ちょう ちゅうけん、1941年1月30日 - ）は、中華人民共和国の物理学者。中国科学院院士。

## 経歴
1941年1月30日、奉天省新民県（現在は遼寧省瀋陽市に属す）で生まれる。1959年、中国科学技術大学技術物理系に入学した。1964年を卒業。1973年12月に中国共産党入党。同年、政府派遣留学生としてイギリスのケンブリッジ大学に留学。1984年11月にアイオワ州立大学へ訪問学者として留学。
1986年3月に帰国し、中国科学院物理研究所副研究員や研究員を務めた。1988年、香港中文大学名誉理学博士の称号を与えられる。

## 栄典
- 1987年、第三世界科学院院士
- 1989年、国際陶瓷科学院院士
- 1991年、中国科学院院士

## 受賞
- 1987年、第三世界世界科学院物理賞
- 1988年、第一回陳嘉庚物質科学賞
- 1992年、第一回王丹萍科学賞
- 1997年、何梁何利基金科学と技術進歩賞
- 2014年、何梁何利基金科学成就賞
- 2015年、ベルント・T・マティアス賞
- 2017年、国家最高科学技術賞[1][2]